# Fénay
Fénay is een gemeente in het Franse departement Côte-d'Or (regio Bourgogne-Franche-Comté). De plaats maakt deel uit van het arrondissement Dijon. Fénay telde op 1 januari 2022 1.724 inwoners.

## Geografie
De oppervlakte van Fénay bedroeg op 1 januari 2022 10,46 vierkante kilometer; de bevolkingsdichtheid was toen 164,8 inwoners per km².
De onderstaande kaart toont de ligging van Fénay met de belangrijkste infrastructuur en aangrenzende gemeenten.

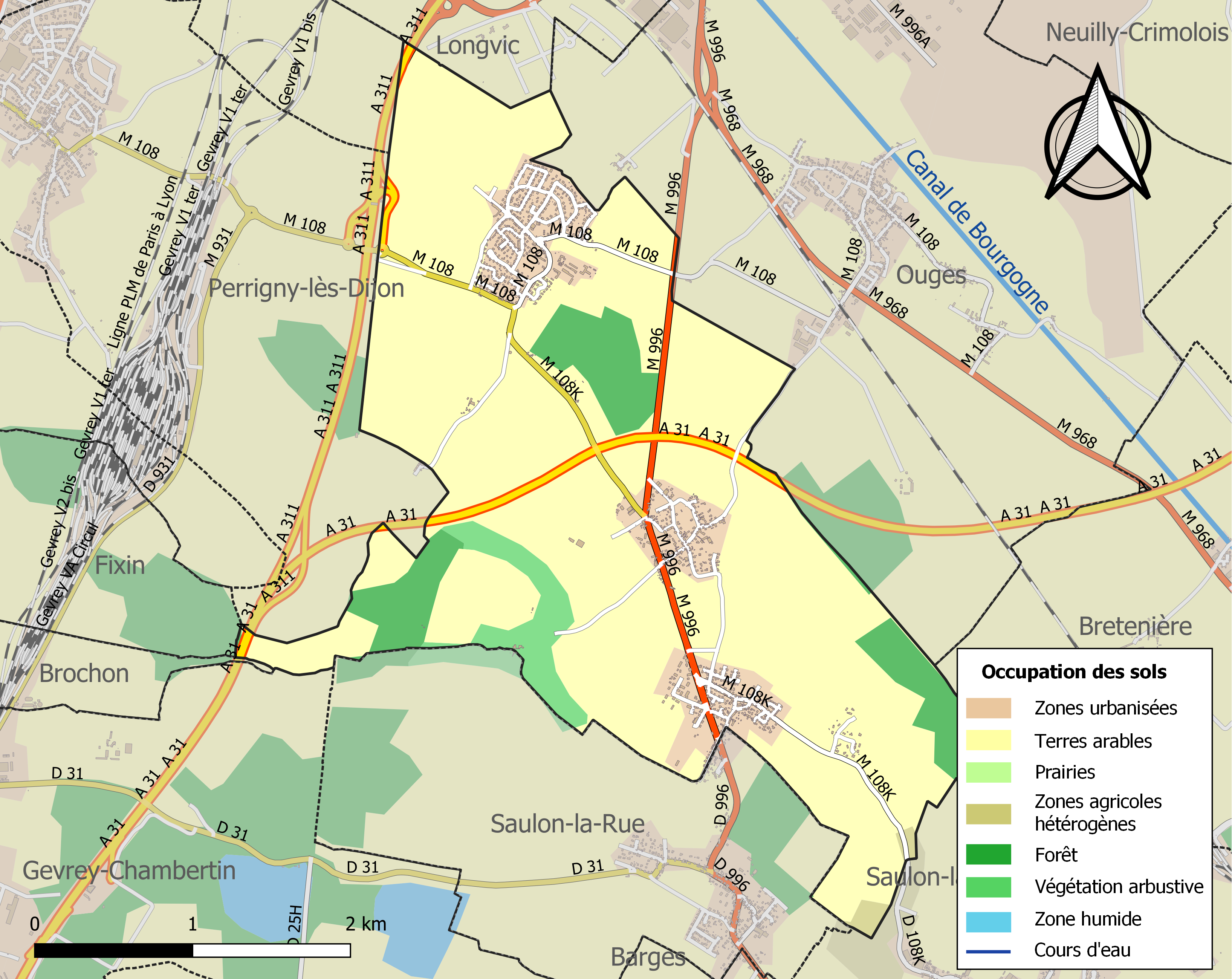

## Demografie
Onderstaande figuur toont het verloop van het inwonertal (bron: INSEE-tellingen).